# EBU Circuit 1991/92
Der EBU Circuit 1991/1992 war die fünfte Auflage dieser europäischen Turnierserie im Badminton.

## Die Wertungsturniere
| Nr. | Turnier                              | Austragungsort    |
| --- | ------------------------------------ | ----------------- |
| 1   | Wimbledon Open 1991                  | London            |
| 2   | Czechoslovakian International 1991   | Trenčín           |
| 3   | USSR International 1991              | Moskau            |
| 4   | Norwegian International 1991         | Sandefjord        |
| 5   | Bulgarian International 1991         | Pasardschik       |
| 6   | Welsh International 1991             | Cardiff           |
| 7   | Irish Open 1991                      | Dublin            |
| 8   | Malta International 1992             | Vittoriosa        |
| 9   | La Chaux-de-Fonds International 1992 | La Chaux-de-Fonds |
| 10  | Polish International 1992            | Płock             |
| 11  | Amor International 1992              | Groningen         |
| 12  | Austrian International 1992          | Pressbaum         |
| 13  | EBU Circuit 1991/92 (Finale)         | Oberhausen        |